# NSP6 (rotavirus)
El Gen 11 del rotavirus codifica una proteína estructural, NSP5 y también codifica NSP6, de un cabo de la fase de lectura abierta. En contraste con los otros rotavirus con proteínas no estructurales, NSP6 se encontró que tenía un alto índice de rotación, que se degrada completamente dentro de 2 horas de la síntesis. NSP6 resultó ser una secuencia de ácido nucleico independiente de la proteína de unión, con afinidades similares para ssRNA y dsRNA.